# Mooie waanzinnige wereld
 Mooie waanzinnige wereld is het dertiende studioalbum van de Nederlandse zanger Stef Bos. Het album kwam uit in 2014. 

## Nummers
| Nr. | Titel              | Schrijver(s)                                                                    | Duur |
| --- | ------------------ | ------------------------------------------------------------------------------- | ---- |
| 1.  | Beter mens         | Lené te Voortwis, René van Mierlo, Martin de Wagter, Steven Cornillie, Stef Bos | 3:42 |
| 2.  | Passage            | René van Mierlo, Stef Bos                                                       | 3:23 |
| 3.  | Hier en nu         | Lené te Voortwis, René van Mierlo, Martin de Wagter, Steven Cornillie, Stef Bos | 5:09 |
| 4.  | Geloven            | Lené te Voortwis, René van Mierlo, Martin de Wagter, Steven Cornillie, Stef Bos | 2:44 |
| 5.  | Maskerman          | Steven Cornillie, Stef Bos                                                      | 3:54 |
| 6.  | Narrenschip        | Lené te Voortwis, René van Mierlo, Martin de Wagter, Steven Cornillie, Stef Bos | 4:47 |
| 7.  | Om er bij te horen | Lené te Voortwis, René van Mierlo, Martin de Wagter, Steven Cornillie, Stef Bos | 3:29 |
| 8.  | Gras in mijn hoofd | Lené te Voortwis, René van Mierlo, Martin de Wagter, Steven Cornillie, Stef Bos | 3:59 |
| 9.  | Circustent         | Lené te Voortwis, René van Mierlo, Martin de Wagter, Steven Cornillie, Stef Bos | 3:09 |
| 10. | Schemerlicht       | Lené te Voortwis, René van Mierlo, Martin de Wagter, Steven Cornillie, Stef Bos | 6:21 |
| 11. | De toekomst        | René van Mierlo, Stef Bos                                                       | 4:23 |
| 12. | Laat               | Lené te Voortwis, René van Mierlo, Martin de Wagter, Steven Cornillie, Stef Bos | 3:52 |